# Fanie Louw
Pour les articles homonymes, voir Louw.
Pas d'image ? Cliquez ici

a Compétitions nationales et continentales officielles uniquement.

b Matchs officiels uniquement.
Dernière mise à jour le 29 novembre 2024.
 Stephanus Cornelius Louw dit Fanie Louw, né le 16 septembre 1909 à Paarl en Afrique du Sud et décédé le 13 juillet 1940 à Johannesbourg, est un joueur de rugby à XV qui a joué avec l'équipe d'Afrique du Sud. Il évoluait au poste de pilier. Mais il a également joué une fois pour les Springboks au poste de troisième ligne aile.

## Biographie
Il a évolué avec la Western Province et avec le Transvaal qui disputent la Currie Cup. Il a disputé à 23 ans son premier test match le 8 juillet 1933 contre les Wallabies. Il joua son dernier test match contre les Lions britanniques le 10 septembre 1938. De 1933 à 1938, il dispute 12 matchs sur les 13 que jouent les Springboks. Les Wallabies effectuent leur première tournée en Afrique du Sud en 1933 pour une série de cinq test matchs. Les Springboks gagnent la série par 3 victoires à 2. Ce sont leurs premières confrontations. 
En 1937, les Springboks rendent visite d'abord  aux Wallabies (2-0), puis les Springboks remportent leur série contre les All Blacks (2-1) lors d'un passage en Nouvelle-Zélande. Les All Blacks remportent le premier test match mais s’inclinent lors des deux suivants. Ils ont affaire à forte partie car cette équipe d’Afrique du Sud de 1937 est parfois décrite comme la meilleure qui ait joué en Nouvelle-Zélande. En 1938 les Lions britanniques sont en Afrique du Sud. Deux victoires et une défaite laissent une nouvelle fois les Springboks vainqueurs finaux.

## Statistiques en équipe nationale
- 12 test matchs avec l'équipe d'Afrique du Sud
- 1 essai
- Sélections par année : 5 en 1933, 4 en 1937, 3 en 1938